# 羅品珍
羅品珍（Selina Robinson，1963/1964年—），加拿大政治人物，2013年-24年間先後以卑詩新民主黨黨員和獨立身份擔任卑詩省議會高貴林梅拉德維爾選區議員，2017年-24年間曾在省長賀謹和尹大衛內閣中出任數項廳長職務。

## 生平
她生於魁北克省蒙特婁，本姓達迪克（Dardick），1978年隨父母遷居卑詩省列治文，從西門菲沙大學取得輔導心理學碩士學位後加入猶太家庭服務處（Jewish Family Service Agency），曾任該機構的副行政總監。她從1994年起居於高貴林，任職家庭治療師，並曾任高貴林市議員。
羅品珍於2012年9月宣布尋求卑詩新民主黨高貴林梅拉德維爾選區候選人提名，同年11月在無競爭對手下自動獲取該黨候選人資格。2013年省選當晚，她曾以105票之差落後卑詩自由黨候選人金亨東（Steve Kim）。然而經卑詩選舉事務處點算缺席選票後，羅品珍則以35票之差超越金亨東；驗票後則確定羅品珍以41票之差險勝金亨東當選省議員。她在該屆省議會中擔任在野新民主黨的精神健康及癮癖、長者、地區政府和體育評議員。
2017年省選，羅品珍再度於高貴林梅拉德維爾選區與金亨東對壘，這次則以2400多票之差擊敗金亨東連任省議員。新民主黨在卑詩綠黨支持下籌組少數政府，羅品珍則獲新任省長賀謹委任入閣為城鎮事務及房屋廳長，同年7月18日宣誓就任。辛綺麗於2019年10月辭任公民服務廳長後由羅品珍短暫兼任該項職務，直至康安禮於2020年1月繼任為止。
2020年省選新民主黨贏取多數政府，連任議員的羅品珍則改任財政廳長。賀謹於2022年宣布辭任省長和黨魁後，羅品珍一度考慮參選，但最終打消念頭。尹大衛就任省長後則於2022年12月7日委派羅品珍出任專上教育及未來技術廳長。
她於2024年初參與由加拿大聖約之子會舉辦的研討會時發言，指巴勒斯坦領土在以色列立國前為「一片爛地，其上甚麼都沒有」，惹來當地的親巴勒斯坦人士不滿。她其後就此致歉及辭去內閣職務，並不會在同年省選中競逐連任省議員，但留任省議員至任期終結為止。她於同年3月退出新民主黨黨團，同年10月省議員任期屆滿時卸任。

## 外部連結
- （英文）卑詩省議會網站 羅品珍議員簡介 （页面存档备份，存于）